# CONCACAF Champions’ Cup 2007
Der CONCACAF Champions’ Cup 2007 war die 42. Auflage des jährlichen Klub-Fußball-Wettbewerbs der CONCACAF-Region. Der mexikanische Klub CF Pachuca gewann im Finale gegen Deportivo Guadalajara nach Elfmeterschießen seinen zweiten Titel und qualifizierte sich für die FIFA Klub-Weltmeisterschaft 2007. Die Zweit- und Drittplatzierten Chivas und D.C. United qualifizierten sich für die Copa Sudamericana 2007. Das gesamte Turnier wurde zwischen dem 13. Februar und 25. April 2007 im K.-o.-System mit Hin- und Rückspiel ausgetragen. Eine Auswärtstorregel gab es nicht. Beste Torjäger der Endrunde waren der Mexikaner Omar Bravo von Deportivo Guadalajara und der Brasilianer Luciano Emilio von DC United mit je vier Treffern.

## Qualifizierte Mannschaften

### Mexiko
- CF Pachuca – Meister Clausura 2006
- Chivas Guadalajara – Meister Apertura 2006

### Vereinigte Staaten
- Houston Dynamo – Sieger des MLS Cup 2006
- D.C. United – Sieger des MLS Supporters’ Shield 2006

### Zentralamerika
- Puntarenas FC – Sieger der Copa Interclubes UNCAF 2006
- Club Deportivo Olimpia – Zweiter der Copa Interclubes UNCAF 2006
- Deportivo Marquense – Dritter der Copa Interclubes UNCAF 2006

### Karibik
- W Connection – Sieger der CFU Club Championship 2006

## Turnierergebnisse

### Viertelfinale
| Datum             |                        | Gesamt |                       | Hinspiel  | Rückspiel |
| ----------------- | ---------------------- | ------ | --------------------- | --------- | --------- |
| 22.02. / 28.02.07 | CF Pachuca             | 3:0    | Deportivo Marquense   | 2:0 (1:0) | 1:0 (1:0) |
| 21.02. / 01.03.07 | Puntarenas FC          | 1:2    | Houston Dynamo        | 1:0 (0:0) | 0:2 (0:1) |
| 13.02. / 28.02.07 | W Connection           | 2:4    | Deportivo Guadalajara | 2:1 (0:0) | 0:3 (0:1) |
| 21.02. / 01.03.07 | Club Deportivo Olimpia | 3:7    | D.C. United           | 1:4 (1:2) | 2:3 (1:1) |

### Halbfinale
| Datum             |                | Gesamt |                       | Hinspiel  | Rückspiel            |
| ----------------- | -------------- | ------ | --------------------- | --------- | -------------------- |
| 15.03. / 05.04.07 | Houston Dynamo | 4:5    | CF Pachuca            | 2:0 (0:0) | 2:5 n. V. (2:4, 0:2) |
| 15.03. / 03.04.07 | D.C. United    | 2:3    | Deportivo Guadalajara | 1:1 (0:0) | 1:2 (1:1)            |

### Finale

#### Hinspiel
| Deportivo Guadalajara                           | Deportivo Guadalajara | CF Pachuca | CF Pachuca |
| ----------------------------------------------- | --- | --- | ---------- |
| Deportivo Guadalajara                           | \| 18. April 2007 in Guadalajara (Estadio Jalisco) \| \| Ergebnis: 2:2 (1:1) \| \| Zuschauer: 30.000 \| \| Schiedsrichter: Germán Arredondo ( Mexiko) \| | \| 18. April 2007 in Guadalajara (Estadio Jalisco) \| \| Ergebnis: 2:2 (1:1) \| \| Zuschauer: 30.000 \| \| Schiedsrichter: Germán Arredondo ( Mexiko) \| | CF Pachuca |
| Deportivo Guadalajara                           | Luis Ernesto Michel – Francisco Javier Rodríguez, Héctor Reynoso, Omar Esparza, Gonzalo Pineda, Omar Bravo (80. Sergio Santana), Alberto Medina, Ramón Morales (87. Antonio Patlán), Jonny Magallón, Edgar Mejía, Adolfo Bautista Cheftrainer: José Manuel de la Torre | Miguel Calero – Leobardo López, Aquivaldo Mosquera, Jaime Correa, Andrés Chitiva (74. Omar Arellano Riverón), Juan Carlos Cacho (67. Luis Ángel Landín), Fernando Salazar (64. Damián Álvarez), Marvin Cabrera, Carlos Gerardo Rodríguez, Christián Giménez, Fausto Pinto Cheftrainer: Enrique Meza | CF Pachuca |
| Deportivo Guadalajara                           | 1:1 Omar Bravo (44.) 2:1 Omar Bravo (67.) | 0:1 Juan Carlos Cacho (21.) 2:2 Marvin Cabrera (82.) | CF Pachuca |
| Deportivo Guadalajara                           | Edgar Mejía (63.) | Damián Álvarez (72.), Aquivaldo Mosquera (78.), Fausto Pinto (78.), Luis Ángel Landín (87.) | CF Pachuca |
| 18. April 2007 in Guadalajara (Estadio Jalisco) | | |            |
| Ergebnis: 2:2 (1:1)                             | | |            |
| Zuschauer: 30.000                               | | |            |
| Schiedsrichter: Germán Arredondo ( Mexiko)      | | |            |

#### Rückspiel
| CF Pachuca                                  | CF Pachuca | Deportivo Guadalajara | Deportivo Guadalajara |
| ------------------------------------------- | --- | --- | --------------------- |
| CF Pachuca                                  | \| 25. April 2007 in Pachuca (Estadio Hidalgo) \| \| Ergebnis: 0:0 n. V., 7:6 i. E. \| \| Zuschauer: 30.000 \| \| Schiedsrichter: Benito Archundia ( Mexiko) \| | \| 25. April 2007 in Pachuca (Estadio Hidalgo) \| \| Ergebnis: 0:0 n. V., 7:6 i. E. \| \| Zuschauer: 30.000 \| \| Schiedsrichter: Benito Archundia ( Mexiko) \| | Deportivo Guadalajara |
| CF Pachuca                                  | Miguel Calero – Leobardo López, Jaime Correa, Gabriel Esteban Caballero, Andrés Chitiva, Juan Carlos Cacho (62. Damián Álvarez), Fernando Salazar, Marvin Cabrera (87. Luis Ángel Landín), Carlos Gerardo Rodríguez, Christián Giménez, Fausto Pinto Cheftrainer: Enrique Meza | Luis Ernesto Michel – Francisco Javier Rodríguez, Héctor Reynoso, Omar Esparza, Gonzalo Pineda, Omar Bravo, Alberto Medina, Ramón Morales (65. Diego Martínez), Jonny Magallón, Edgar Mejía, Adolfo Bautista (104. Xavier Báez) Cheftrainer: José Manuel de la Torre | Deportivo Guadalajara |
| CF Pachuca                                  | Elfmeterschießen | | Deportivo Guadalajara |
| CF Pachuca                                  | 1:1 Christian Giménez 2:2 Andrés Chitiva 3:3 Fernando Salazar 4:4 Damián Álvarez 5:5 Gerardo Rodríguez 6:6 Leobardo López 7:6 Luis Ángel Landín | 0:1 Omar Bravo 1:2 Gonzalo Pineda 2:3 Diego Martínez 3:4 Omar Esparza 4:5 Edgar Mejía 5:6 Jonny Magallón Alberto Medina verschießt (Pfosten) | Deportivo Guadalajara |
| CF Pachuca                                  | Fausto Pinto (112.), Miguel Calero (120.) | Gonzalo Pineda (32.), Diego Alfonso Martinez (99.) | Deportivo Guadalajara |
| 25. April 2007 in Pachuca (Estadio Hidalgo) | | |                       |
| Ergebnis: 0:0 n. V., 7:6 i. E.              | | |                       |
| Zuschauer: 30.000                           | | |                       |
| Schiedsrichter: Benito Archundia ( Mexiko)  | | |                       |